# Dave Attwood
David Michael J. Attwood (Bristol, 5 aprile 1987) è un rugbista a 15 britannico, internazionale per l'Inghilterra, che gioca nel ruolo di seconda linea con il Bristol in Premiership.

## Biografia
Campione di lancio del disco a livello under-16, in seguito a un infortunio che gli impedì di allenarsi Attwood decise di dedicarsi definitivamente al rugby. Si unì nel 2005 al Bristol, squadra della sua città natale, continuandovi a giocare per quattro stagioni. Laureatosi nel frattempo in fisica e filosofia all'Università di Bristol, nel 2009 firmò un nuovo contratto trasferendosi al Gloucester.
Dopo un'eccellente prima stagione a Gloucester, Dave Attwood venne convocato dal CT dell'Inghilterra Martin Johnson per il tour in Australia del 2010 dove però non giocò in nessuno dei test match ufficiali contro i padroni di casa. Il debutto internazionale non tardò comunque ad arrivare: cinque mesi più tardi, il 6 novembre, giocò a Twickenham contro la Nuova Zelanda subentrando dalla panchina.
Nel 2011 Attwood lasciò il Gloucester per andare a giocare con il Bath, squadra con la quale raggiunse la finale di Challenge Cup 2013-14.

## Palmarès
- Coppe Anglo-Gallesi: 1
Gloucester: 2010-11
- Challenge Cup: 1
Bristol: 2019-20